# Адмиралти (горы)
А́дмиралти (англ. Admiralty Mountains) — горный хребет, горы в северо-восточной части Земли Виктории, восточная Антарктида. Горы омывает море Росса, в которое вдаётся известный мыс Адэр, Южный океан, а со стороны суши их ограничивают ледники Деннистоун, Эббе, и ледник Такера. Обнаружены в январе 1841 года капитаном Джеймсом Россом, который назвал их в честь казначеев Адмиралтейства, на службе у которого он находился. Включают в себя хребты Данидин, Хомран и Литтелтон. Макс. высота — гора Минто (4166 м).